# Remizidae
Сенице вуге (лат. Remizidae) чине породицу малих птица певачица сродних правим сеницама. Све осим вердин сеница (Auriparus flaviceps) праве сложена гнезда у облику врећа која висе са дрвећа, отуда „penduline“ "виси", обично изнад воде.

## Таксономија
Породицу Remizidae је 1891. године, као Remizeae увео француски орнитолог Леон Олф-Гаријар. Понекад се ове птице укључују као потпородица Remizinae у породицу сеница Paridae. Који таксономски поредак научници преферирају је првенствено ствар укуса; чињеница да су ове породице блиски сродници је сада добро утврђена. Ако се сматрају посебном породицом, султанова сеница (Melanochlora sultanea) и жутообрваста сеница (Sylviparus modestus) би вероватно морале бити искључене из породице Paridae. Положај жутотрбе хајлије (Pholidornis rushiae) унутар ове породице је посебно контроверзан, јер је различито смештана са сунчаницама (Nectariniidae), астралидама (Estrildidae), медојадима (Meliphagidae), а недавно и близу зелене хајлије (Hylia prasina). Смештена је у породицу Cettiidae.
Име породице Remizidae је пореклом из Пољске и представља пољску реч за сеницу вугу.

## Опис
Сенице вуге су ситне птице певачице, величине од 7,5-11 цм дужине, које подсећају на праве сенице Paridae, али имају тањи кљун са више игличастих врхова. Њихова крила су кратка и заобљена, а кратки репови су им назубљени. Типичне боје перја сеница вуга су бледо сиве, жуте и беле, мада сеница вуга (Remiz pendulinus) има црне и кестењасте ознаке, а неке врсте имају јарко жуте или црвене боје.

## Врсте
Породица Remizidae садржи 11 врста у 3 рода:
- Auriparus (Baird S.F., 1864) са 1 врстом
- Remiz (Jarocki F., 1819)  са 4 врсте
- Anthoscopus (Cabanis J.L., 1851)  са 6 врста

| Фотографија | Научно име                                    | Име                   | Распрострањеност | Подврсте | Статус                  |
| ----------- | --------------------------------------------- | --------------------- | --- | --- | ----------------------- |
|             | Auriparus flaviceps (Sundevall C.J. 1850)     | Вердин Сеница         | Југозападне Сједињене Америчке Државе, Мексико | Auriparus flaviceps acaciarum (Grinnell J. 1931) Auriparus flaviceps ornatus (Lawrence G.N. 1851) Auriparus flaviceps flaviceps (Sundevall C.J. 1850) Auriparus flaviceps lamprocephalus (Oberholser H.C. 1897) Auriparus flaviceps sinaloae (Phillips A.R. 1986) Auriparus flaviceps hidalgensis (Phillips A.R. 1986) | најмање угрожени таксон |
|             | Remiz pendulinus (Linnaeus K.F. 1758)         | Сеница вуга           | Европа до Уралских планина, Кавказа и западне Турске. Јужна, источна Турска и Сирија до Јерменије и северозападног Ирана. Југозапад Русије и северозападни Казахстан. Источни Урал, Алтајске планине, Ирак, Иран, Пакистан | Remiz pendulinus pendulinus (Linnaeus K.F. 1758) Remiz pendulinus menzbieri (Zarudny N.A. 1913) Remiz pendulinus caspius (Peltzam E.D. 1870) Remiz pendulinus jaxarticus (Severtzov N.A. 1873) | најмање угрожени таксон |
|             | Remiz macronyx (Severtsov N.A. 1873)          | Црноглава сеница вуга | Југозападни Казахстан, Узбекистан, северни и југоисточни Туркменистан, Таџикистан, североисточни Авганистан. Северни Иран и југозападни Туркменистан. Југоисточни Иран, Систан и југозападни Авганистан. Југоисточни Казахстан Језеро Балхаш, језеро Сасикол, језеро Алакол и језеро Зајсан | Remiz macronyx macronyx (Severtsov N.A. 1873) Remiz macronyx neglectus (Zarudny N.A. 1908) Remiz macronyx nigricans (Zarudny N.A. 1908) Remiz macronyx ssaposhnikowi (Johansen H.E. 1907) | најмање угрожени таксон |
|             | Remiz coronatus (Severtsov N.A. 1873)         | Белокапа сеница вуга  | Казахстан, Узбекистан, Туркменистан, долина Аму Дарје, долина Мургап, Киргистан, северозападна Кина, Синђанг, Таџикистан и Авганистан; зимује у источном Ирану, северном и западном Авганистану, Пакистану и северозападној Индији. Јужна Русија од Алтаја на истоку до Чите, у јужној Трансбајкалији, северозападној и централној Монголији, и северозападној и северној Кини од Синђанга на истоку, искључујући долину Или, до Урумћија; северна Нингсја                            | Remiz coronatus coronatus (Severtsov N.A. 1873) Remiz coronatus stoliczkae (Hume A.O. 1873) | најмање угрожени таксон |
|             | Remiz consobrinus (Swinhoe R. 1873)           | Кинеска сеница вуга   | Гнезди се у североисточној Кини, од најјужнијих провинција Нингсје и источне Монголије, источно до провинција Ђилин и Хејлунгђанг. Вероватно се такође гнезди у провинцији Гансу, и Приморска Покрајина на далеком југоистоку Русије. У јесен мигрира кроз источну Кину до подручја за презимљавање у источној Кини, на југу до провинција Гуангдонг, Гуангси и Хајнан, Јужне Кореје и јужног Јапана, такође забележено током зиме у западном Јунану, Кина                            | Монотипски таксон | најмање угрожени таксон |
|             | Anthoscopus punctifrons (Sundevall C.J. 1850) | Суданска сеница вуга  | Јужна Мауританија и североисточни Сенегал, источни Сахел, јужни Мали и северна Буркине Фасо, јужни Нигер, крајњи североисточни Нигерија, централни Чад, северни Камерун, Судан, и западна Еритреја | Монотипски таксон | најмање угрожени таксон |
|             | Anthoscopus musculus (Hartlaub K.J.G. 1882)   | Бледа сеница вуга     | Југоисточни Јужни Судан, источно од Ладоа и Томбеа, Етиопија, Сомалија, североисточна Уганда, Кенија и крајња североисточна Танзанија | Монотипски таксон | најмање угрожени таксон |
|             | Anthoscopus parvulus (Heuglin M.T. 1864)      | Жута сеница вуга      | Јужна Мауританија, Сенегал, Гамбија и Гвинеја Бисао од источног до северног Бенина, северне Нигерије, Чада, северног Камеруна, Националног парка Бенуе и западне Централноафричке Републике, северозападне Гане, југозападног Јужног Судана и северне Демократске Републике Конго, северозападне Уганде | Anthoscopus parvulus senegalensis (Grote H. 1924) Anthoscopus parvulus aureus (Bannerman D.A. 1939) Anthoscopus parvulus parvulus (Heuglin M.T. 1864) | најмање угрожени таксон |
|             | Anthoscopus flavifrons (Cassin J. 1864)       | Прашумска сеница вуга | Северна Либерија, округ Северна Лофа, планина Нимба, јужна Обала Слоноваче, шуме Таи, Фреско и Јапо и југозападна Гана, шуме Гоасо и Какум. Југоисточна Нигерија, Иту и Умуагву, јужни Камерун, Лолодорф, Еилат и Абулу, Екваторијална Гвинеја, Мбини, Северни Габон, Белинга, М'Бес, Макоку, М'Паса и естуар Мондах, северни и југозападни Конго, национални паркови Одзала и Нуабале-Ндоки; Куилу и Северна Демократска Република Конго, покрајине Екватор и Оријентална провинција | Anthoscopus flavifrons waldronae (Bannerman D.A. 1935) Anthoscopus flavifrons flavifrons (Cassin J. 1864) Anthoscopus flavifrons ruthae (Chapin J.P. 1958) | најмање угрожени таксон |
|             | Anthoscopus caroli (Sharpe R.B. 1871)         | Афричка сеница вуга   | Средња Африка и Источна Африка | 11 подврста | најмање угрожени таксон |
|             | Anthoscopus minutus (Shaw G. 1812)            | Јужна сеница вуга     | Јужна Африка | Anthoscopus minutus damarensis (Reichenow A. 1905) Anthoscopus minutus minutus (Shaw G. 1812) Anthoscopus minutus gigi (Winterbottom J.M. 1959) | најмање угрожени таксон |

## Распрострањеност и станиште
Сенице вуге живе у Евроазији, Африци и Северној Америци. Род Remiz је готово искључиво палеарктички, дисконтинуирано се протеже од Португала и врха северног Марока до Сибира и Јапана. Највећи род, Anthoscopus, налази се у подсахарској Африци од Сахела до Јужне Африке. <i>Auriparus</i> живи у сушним деловима југозападног дела САД и северног Мексика.
Неколико врста сеница вига су миграторне, иако се ово понашање показује само код врста које се налазе у Азији и Европи; афричке врсте и Auriparus су очигледно седентарне. Сеница вуга (Remiz pendulinus) је миграторна преко делова свог ареала, при чему се птице у северној Европи селе на југ зими, док птице у јужној Европи остају близу својих подручја за гнежђење. Насупрот томе, кинеска сеница вуга (Remiz consobrinus) је потпуно миграторна и предузима миграције на велике удаљености.
Већина живи на отвореном простору са дрвећем или жбуњем, од пустиње до мочваре и шуме, али прашумска сеница вуга (Anthoscopus flavifrons) живи у кишним шумама. Већи део године проводе у малим јатима.

## Гнежђење
Уобичајени назив породице одражава тенденцију већине врста да граде сложена гнезда у облику крушке. Ова гнезда су исплетена од паукове мреже, вуне и животињске длаке и меких биљних материјала, који су окачени са гранчица и грана на дрвећу. Гнезда афричког рода Anthoscopus су још сложенија од евразијских Remiz, укључујући лажни улаз изнад правог улаза који води до лажне коморе. Правој комори за гнежђење приступа се тако што родитељ отвори скривени преклоп, уђе, а затим поново затвори преклоп, при чему се две стране запечаћују лепљивим пауковим мрежама.
Вердин сеница (Auriparus flaviceps) гради куполасто гнездо од трновитих гранчица. Код неких врста сеница вуга јаја су бела, понекад са црвеним мрљама. Вердин сеница (Auriparus flaviceps) полаже плаво-зелена јаја са црвеним мрљама. Инкубација траје око 13-14 дана, а младунци добијају комплетно перје са око 18 дана. Код сеница вуга, већи број случајева очинства ван пара резултира нижим стопама бриге мужјака, што сугерише да потомство ван пара обезвређује родитељску бригу.

## Исхрана и храњење
Инсекти чине већи део исхране сеница вуга и оне су активни трагачи за пленом. Њихов дуги конусни кљун користи се за испитивање пукотина и отварања рупа како би дошле до плена. Нектар, семење и плодове такође могу узимати сезонски. Њихово понашање у исхрани подсећа на праве сенице Paridae, хране се наопачке на малим гранама, маневришу гранама и лишћем ногама како би их прегледале и хватају велики плен једном ногом док га распарчавају.

## Статус
Црвени списак IUCN је породицу Remizidae је дефинисао као најмање угрожени таксон. Не постоје проблеми са очувањем било ког члана ове породице.